# Jan Šafránek (1948)
Jan Šafránek (* 9. dubna 1948 Hradec Králové) je český malíř a kreslíř.
Jeho žánrové figurální obrazy současného světa lidí jsou malovány výraznými barevnými odstíny na základě důkladné lineární kresebné konstrukce, vycházející z původních kreseb a skic.

## Život
Původně začínal jako malíř filmových panelů a reklam pro filmový podnik v Hradci Králové. V této době také maloval narativní obrazy tvořené klasickou drobnopisnou technikou. V roce 1974 přesídlil do Prahy, kde si zařídil vlastní ateliér. Postupně navazoval kontakt s mnoha umělci, většinou z alternativní kulturní scény. Zúčastnil se různých neoficiálních výstav a aktivně se podílel na řadě akcí. Jeho obrazy z pražského období jsou ironickým komentářem k absurditě každodennosti normalizované společnosti 70. let. Maloval figurální výjevy z nočních lokálů, hospod, bufetů, různých slavností a jiných pouličních aktivit.
Po podpisu Charty 77 a ztrátě existenčních možností emigroval do Rakouska. Ve Vídni se zapsal na Vysokou školu užitých umění, kde studoval 3 semestry malbu a kresbu v ateliéru profesora Carla Ungera. 1981-1985 žil a tvořil v Austrálii (Sydney). 1985 cestoval po USA a Mexiku a posléze se opět usadil ve Vídni. V této době podniknul řadu studijních cest po Itálii. 1986 se vrátil do Sydney. Podniknul řadu cest po Tasmánii, Novém Zélandu, Tichomoří, Fidži, Velikonočním ostrově a Jižní Americe. Z cest si přivezl důležitý kresebný materiál, který potom použil jako inspiraci k tvorbě svých dalších obrazů. 1990 odjel na trvalo do Evropy, kde žije a tvoří v Praze a ve Vídni. Uspořádal mnoho samostatných výstav v Evropě i zámoří.